# Ubytovna Sandra

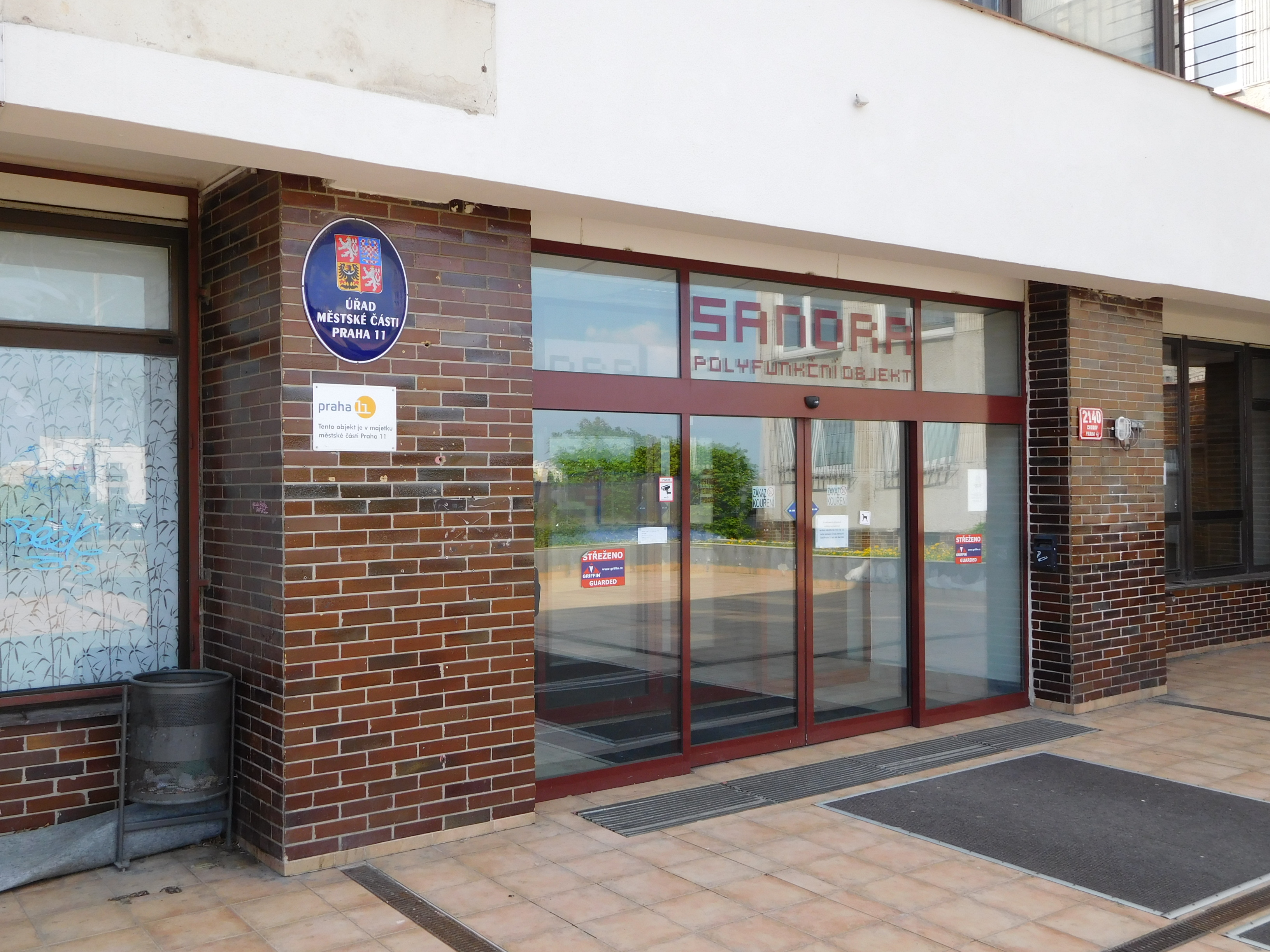
Polyfunkční objekt Sandra - vstup

Ubytovna Sandra či hotel Veritas či hotel Twin je výškový panelový dům nacházející se na pražském sídlišti Jižní Město u stanice metra Opatov. Vlastníkem je MČ Praha 11, budova dříve fungovala jako ubytovna, nyní však funguje jako bytový dům. Má 21 podlaží a výšku 68 metrů (64 m bez antény). Vedle ní se nachází bývalý hotel Opatov, který rovněž slouží jako bytový dům. Obě budovy byly postaveny v 80. letech 20. století a mezi lety 2022-2025 byly kompletně zrekonstruovány a byly v nich vytvořeny městské byty. Během této rekonstrukce také obě budovy získaly téměř identickou bílo-šedou fasádu.
Až do sametové revoluce budova sloužila k ubytování zdravotních sester a dělníků. V létě 1990 však byli původní nájemníci všichni vypovězeni a stavba byla narychlo přeměněna v ubytovnu mimopražských poslanců Federálního shromáždění a České národní rady. Celkem 340 poslanců sdílelo vždy po dvou jednu buňku se dvěma pokoji a společnou kuchyňkou a koupelnou. Pro spartánské podmínky (na pokojích nebyl zpočátku k dispozici telefon ani pracovní stůl) se ubytovně mezi poslanci přezdívalo Gulag. Začleněný bar tehdy proslul jako místo neformálního setkávání poslanců bez přítomnosti jinak prominentních Pražanů, kde se při kartách či kytaře tvořily zákulisní dohody a ad hoc koalice.
V červnu 2018 Zastupitelstvo hl. m. Prahy schválilo dotaci ve výši 200 milionů Kč na celkovou rekonstrukci objektu. Zvýší se standard ubytovacích jednotek, kterých už nebude 193, ale jen 174. Vzniknou byty 4+kk, 3+kk a 2+kk. Poté je bude Praha 11 využívat k potřebám skupin obyvatelstva se stabilními nižšími příjmy – například pro mladé rodiny, seniory či zaměstnance městské části. Podle plánu by se měla také zvýšit bezpečnost v okolí objektu.